# Ewald Erb
Ewald Johann Erb (* 3. Oktober 1903 in Bredeney bei Essen; † 26. April 1978 in Dresden) war ein deutscher Literaturwissenschaftler.

## Leben

### Herkunft und Bildung
Ewald Erb war der Sohn des Architekten Paulus Erb und seiner Gattin Maria Helene Caroline (geb. Mehring), die zusammen acht Kinder hatten. Die Eltern erzogen die Nachkommen streng katholisch. Einer von Ewald Erbs jüngeren Brüdern war Alfons Erb, der Gründer und langjährige Geschäftsführer des Maximilian-Kolbe-Werks. 
Ewald Erb studierte bis 1925 Theologie, dann Vergleichende Religionsgeschichte, Geschichte, Germanistik und Ethnologie in Köln und Bonn. Zusammen mit einem weiteren jüngeren Bruder, Otto, begann er, sich politisch zu betätigen: Beide wurden Mitglieder der Sozialdemokratischen Partei Deutschlands (SPD) und beide wurden 1931 aus dieser Partei und der Sozialistischen Studentenschaft Deutschlands und Österreichs (SSD) – wo er nach eigenen Angaben in Bonn Vorsitzender war – ausgeschlossen. Sie traten zur Roten Studentengruppe über (in Bonn Sozialistische Arbeitsgemeinschaft – SAG).

### Nazizeit
1933 wurde er wegen kommunistischer Betätigung von der Universität Bonn relegiert. 
Bei der Eheschließung 1937 war der Medizinstudent Joseph Schölmerich Trauzeuge. Erbs Frau Elisabeth war geschieden und hatte eine Tochter namens Hildegard. Um „den Nationalsozialismus [zu] überwintern“, zog er mit ihr nach Scherbach im Rheinland. Dort wurden die Töchter Elke, Gisela und Ute Erb geboren. Erb arbeitete bis zu seiner Einberufung 1941 beim Finanzamt in Rheinbach. Als Soldat der Wehrmacht wurde er 1944 wegen Vorbereitung zum Hochverrat und Wehrkraftzersetzung vor ein Kriegsgericht gestellt. 1945 geriet er in britische Kriegsgefangenschaft.

### Nachkriegszeit und DDR
1947 wurde Erb wissenschaftlicher Mitarbeiter am Institut für Geschichte der Martin-Luther-Universität Halle-Wittenberg, später wechselte er ans Germanistische Institut. 1949 holte er seine Familie aus dem Rheinland nach Halle.
Seine wichtigsten Arbeiten auf dem Gebiet der marxistischen Literaturwissenschaft sind die von ihm verfassten, 1963 und 1964 veröffentlichten Bände 1.1 und 1.2 („Von den Anfängen bis 1160“) der elfbändigen Geschichte der deutschen Literatur (herausgegeben von Klaus Gysi, Kurt Böttcher, Günter Albrecht, Paul Günter Krohn – Kollektiv für Literaturgeschichte) und der 1965 erschienene Band 1 der dreibändigen Deutschen Geschichte (herausgegeben von Hans-Joachim Bartmuß, Stefan Doernberg, Ernst Engelberg und anderen), an dem er mitarbeitete.